# Infern - Cant vint-i-sisè

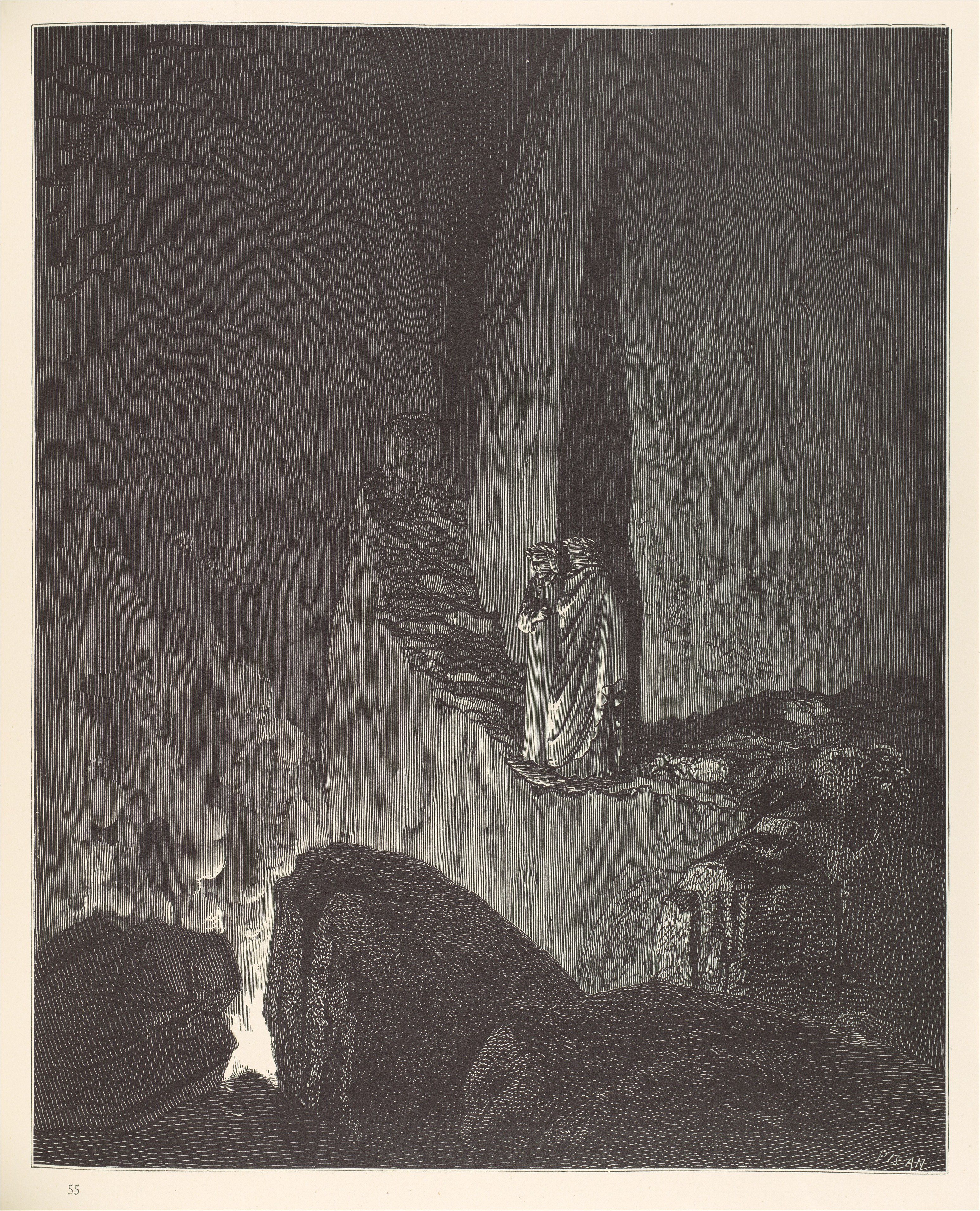
Dante i Virgili en la vuitena fossa de Malebolge. Gustave Doré

El Cant d'Ulisses és el cant vint-i-sisè de l'Infern de Dante Alighieri. Es desenvolupa en la vuitena fossa del vuitè cercle, el dels fraudulents. En la vuitena fossa, són castigats els consellers fraudulents, són condemnats a estar dins d'una flama de foc ardent i constant: estan envoltats d'allò mateix que els consumeix per dins. Aquí els nostres poetes hi trobaran la flama bicorne que envolta Diomedes i Ulisses. Virgili aconsegueix parlar amb la flama i Ulisses els explica el seu darrer viatge més enllà de les columnes d'Hèrcules fins a trobar la muntanya del Purgatori davant de la qual una tempesta provinent de la mateixa muntanya enfonsarà el vaixell i els ofegarà a tots.
Estem al matí del 9 d'abril de 1300 (Dissabte Sant), o segons altres comentaristes el 26 de març de 1300.

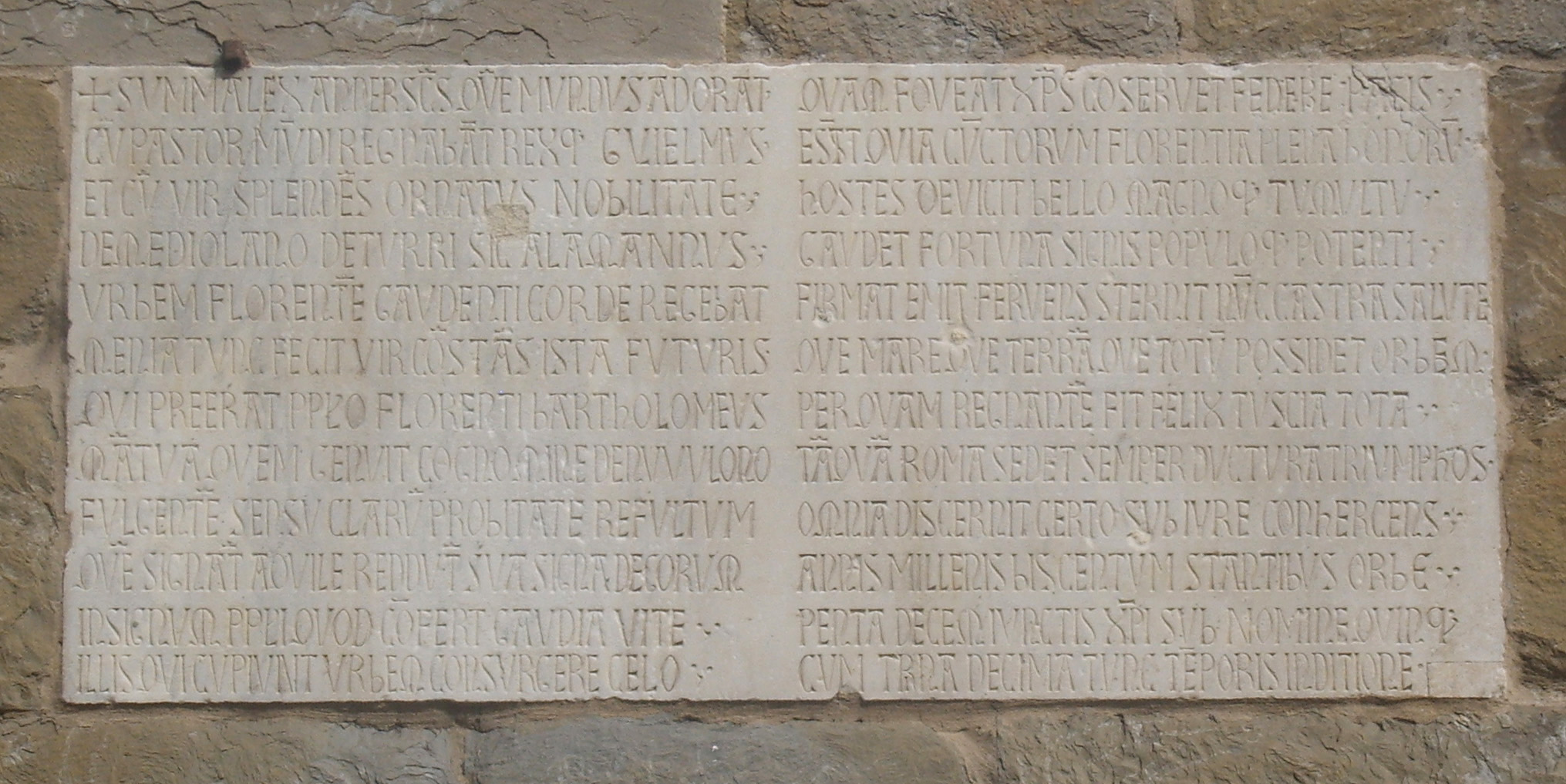
«...qu[a]e mare, qu[a]e terra[m], qu[a]e totu[m] possidet orbem...» (1255). Inscripció del Palau Bargello a Florència.

## Anàlisi del Cant
En el Cant XXVI es tracta dels consellers fraudulents o caps militars i polítics que no van actuar amb les armes i amb el coratge personal sinó amb l'agudesa sense escrúpols de l'enginy. Aquí, Dante fa una reflexió sobre l'enginy i el seu ús: l'enginy és un do de Déu, però pel desig de coneixement pot conduir a la perdició, si no és guiat per la virtut cristiana [qui creu en mi farà les obres que jo faig i en farà de més grans (Gv 14, 12-17)].

## Invectiva contra Florència - versi 1-12
«Gaudeix, Florència, ja que ara ets tan gran
que per mar i per terra bats les ales,
i que el teu nom s'escampa per l'infern!»
(vv. 1-3)
El cant comença amb una invectiva contra Florència que temàticament va lligada al cant precedent (Cant XXV), on Dante ha trobat les ànimes condemnades de cinc lladres justament florentins, que certament no aporten gens d'honor a la seva ciutat. Així i irònicament cita  la inscripció llatina de la paret sobre l'angle del palau florentí del Bargello, que data de 1255, on es llegeix encara una frase, que Dante llegia quan feia poc que l'acabaven de cisellar: en la qual Florència és glorificada com la ciutat que "sobre el mar, sobre la terra i sobre el món sencer s'estén com un imperi", el poeta però afegeix  amb ironia, però que dic: "mars i terres!... el teu nom s'expandeix i es trompeteja fins i tot a l'embut de l'infern" es burla Dante en l'apertura del famosíssim XXVI cant de l'Infern.
Francesco Buti al respecte va comentar: "hi havia en aquells temps molts florentins escampats fora de Florència per diverses parts del món, i estaven per mar, per terra, de la qual cosa els florentins es gloriejaven molt".
Però si allò que se somnia a primera hora del matí, segons una llegenda medieval, es converteix en veritat, llavors Dante prediu que aviat la ciutat rebrà el seu càstig que fins i tot la veïna Prato, i també altres ciutats, desitgen per ella. Perquè se cita Prato?, no ha quedat clar i les hipòtesis més convincents són les lligades als anatemes llançats pel cardenal Niccolo da Prato, que va intentar en va pacificar les faccions florentines en el 1304. Manfredi Porena encara que no troba alternativa a aquesta explicació, troba dificultats en acceptar-la perquè el cardenal da Prato fou poc després un dels principals manipuladors de l'elecció del papa Clement V, del qual ja sabem el que en pensava Dante (Infern XIX, 82-87), i sembla difícil que ell mateix pogués invocar-ne l'autoritat en una altra matèria.
El poeta augmenta la dosi dient que, encara que aquest càstig ja hagués arribat, no hauria estat massa ràpid (" que ja és hora que et passi el que et mereixes.", v.10) i, vist que la reconeix necessària, augura que sigui aviat ("I, ja que ha de passar, que siga prompte: ", v. 11) perquè la desventura de Florència li pesarà més a mesura que la seva edat avança ("que, com més vell siga, em sabrà més greu." v. 12). No tots els comentaristes concorden en el perquè Dante profetitzes que el càstig arribi aviat. Alguns sostenen que la desventura de Florència, a pesar de ser inevitable, omple Dante de dolor, que se li farà més pesat com més vell serà ell. De fet, l'ancià suporta menys el dolor, es torna més disposat al perdó i l'amor pel lloc de naixença augmenta amb l'edat. Segons altres Dante vol dir en canvi que com més tard arribi la desgràcia, més sofrirà ell per no haver gaudit del càstig més temps. Aquesta interpretació contrasta però amb el "ja que ha de passar, que siga prompte", que reconeix la necessitat del càstig, però ho fa a contracor. És curiós que els comentaristes moderns tinguin tendència a decantar-se per la primera hipòtesi i els antics per la segona, de fet això aniria a demostrar com en el fons, la interpretació d'aquest pas és encara adoptada segons la nostra sensibilitat i manera de pensar a cada època.

## La fossa dels consellers fraudulents - vv. 13-48
«Nosaltres vam marxar, per les escales
que abans, baixant, ens havien cansat:
pujava el guia, i em portava amb ell; »
(vv. 13-15)
Els dos poetes marxen del terraplè interior de la setena fossa recorrent en sentit invers el camí seguit en el cant 24 (Infern XXIV, vv. 79-81) tornen a pujar les escales que els havien "fatto iborni" deixat d'ivori (pàl·lids?), és a dir, els havien fet empal·lidir per l'horror provocat per les serps que omplien el fossat, o que en baixar els quals ells havien empal·lidit de cansament ("que abans baixant, ens havien cansat"), així doncs puja Dante. No tothom està d'acord sobre la lliçó que aporta el vers 14: alguns prefereixen llegir "les escales / que havien fet les roques en baixar abans", interpretant "i borni" com els sortints degradats de pedra que Virgili havia utilitzat com escales per descendir i que ara serveixen a tots dos per tornar a pujar.
Altres en canvi llegeixen "che il buior n'avea fatto scender pria", és a dir "que la foscor ens havia fet baixar abans", recordant que Dante havia demanat a Virgili de baixar perquè no podia veure el fons de la fossa a causa de la foscor. A menys que hi hagi un improbable descobriment del manuscrit original, no sabrem mai que va escriure Dante realment; sigui com sigui, la substància del relat, és a dir, que els dos poetes retornen al punt del qual havien partit per veure que hi havia en la setena fossa, no canvia.
«i continuant pel camí solitari
entre els cairells i les roques del pont,
sense les mans els peus feien ben poc.»
(vv. 16-18)
Continuant després pel camí solitari, per l'absència de dimonis i condemnats, entre les pedres afilades ("cairells") i arrodonides ("roques") del següent pont, que ha de ser més pendent que l'anterior, ja que no n'hi ha prou amb els peus per avançar, sinó que es necessita l'ajut de les mans.
Quan arriba al cim del pont, Dante sent un dolor tan gran per allò que veu, que el torna a sentir en el moment que escriu, i és gran fins a tal punt que l'indueix a posar fre a l'enginy perquè no superi els límits de la virtut; no vol de fet que la influència dels astres ("stella bona") o la gràcia divina ("miglior cosa"); "si una estrella o un ésser més alt" li han concedit l'experiència iniciàtica, li prenguin per causa d'una acció seva o un pensament massa atrevit.
Aquesta reflexió ara una mica enigmàtica, es farà evident si es considera a la llum del que vindrà després en el cant, és a dir la història d'Ulisses l'enginy del qual, que no va ser frenat en cap moment per la virtut, li va causar la mort i el càstig actual per haver superat els límits imposats per Déu.
El poeta utilitza un símil per descriure el que veu:
«Com el pagès que, en un pujol, descansa

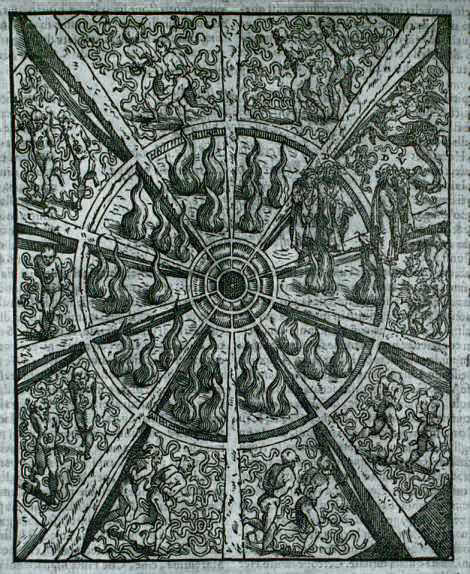
Alessandro Vellutello (1534): Il·lustració del cant vint-i- sisè de l'infern.

en l'estació en què el fanal del món
ens amaga menys la seua cara,
quan la mosca se'n va i ve el mosquit,
i veu moltes lluernes per la vall,
potser allà baix on ell verema i llaura;
amb tantes flames resplendia tota
l'octava fossa: així m'aparegué»
(vv. 25-33)
En resum, quan després d'un crepuscle de començament d'estiu, el pagès veu lluernes allà baix, a la vall, on possiblement de dia ell mateix ha estat treballant la terra: de tantes flametes palpitava la vuitena fossa davant els ulls del pelegrí de l'ultramón tan prompte com va estar en condicions de veure'n el fons.
A continuació, segueix un altre símil, per representar el fet que cada flama es mou tancant dins seu un pecador, una analogia culta que coincideix amb el llenguatge refinat i solemne de tot el cant. Dante s'inspira, amb alguna llicència poètica, en el segrest cap al cel del profeta Elies, descrit en la Bíblia en el Segon llibre dels Reis en el qual s'explica que mentre Elies i Eliseu caminaven conversant, Elies fou inesperadament pujat als cels en un carro de foc arrossegat també per cavalls de foc, que ràpidament va desaparèixer de la vista del seu company (cfr. 2Re 2, 11-12). Una mica més endavant en el mateix text (cfr. 2Re 2, 23-24), es menciona que uns nois van començar a riure's d'Eliseu i de la seva calvície, fins que ell es va girar i els maleí en nom de Déu, i del bosc van sortir dues osses que van destrossar quaranta-dos nois. Aquests són els versos de Dante:
«I com aquell que es va venjar amb els ossos
veié el carro d'Elies quan partia
i els cavalls van pujar al cel tan drets
que ell amb els ulls no els podia seguir,
i només va poder veure una flama
com un lleu nuvolet, pujant amunt:
així es movien totes per la gola
d'aquell fossat, sense mostrar la càrrega:
que cada flama amaga un pecador.»
(vv. 34-42)
Dante està mirant des del pont, "mig abocat per veure:", d'una forma tan precària que si no estigués aferrat a un sortint rocós, podia caure sense necessitat de què algú l'empenyés. Veient-lo tan atent Virgili, no sabent que aquest cop el seu company ja ho ha entès, li explica que dins de les flames estan els esperits dels condemnats, cadascun ("catun") dels quals s'envolta d'allò mateix que els crema (per dintre), és a dir la flama.
Fins aquí, no és clar quins pecadors són castigats en aquesta fossa. Habitualment es refereix a ells com els consellers fraudulents i el seu contrapàs consisteix a estar embolicats per llengües de foc, per analogia amb les seves mateixes llengües que van ser una font de frau, i estan amagats dins de les flames de la mateixa manera en què quan eren vius van amagar la veritat amb engany (com diu l'apòstol Jaume: la llengua fraudulenta és com foc). No obstant això l'únic dels condemnats que encaixa en aquesta categoria és Guiu de Montefeltro, presentat en el Cant XXVII, que es penedeix en va d'un consell fraudulent que va donar, a petició seva al Papa Bonifaci VIII.
Ulisses i Diomedes, presentats a continuació en aquest cant, no són castigats pels consells donats a altres, sinó per les obres que van fer, i per ells la definició de consellers fraudulents, s'adapta malament perquè és massa específica.

## Ulisses i Diomedes - vv. 49-84
Dante llavors agraeix al mestre l'explicació i li respon que ja havia entès ("a mi ja em semblava que aço era així") i, atret en particular per una flama doble que li recorda els germans Etèocles i Polínices li demana l'explicació a Virgili (una altra cita culta referent als dos germans que van arribar a matar-se entre ells a causa de la discòrdia; tant Estaci com Lucà conten que fins i tot les flames de la pira sobre la qual van ser cremats els seus cossos es van dividir en dues, com si continuessin odiant-se encara després de morts).
Virgili li revela que allí són castigats Ulisses i Diomedes, junts en el càstig diví igual que en vida pecant junts van provocar la ira de Déu, i enumera els tres pecats pels quals ells dos han de plànyer-se en la flama, això valdria com dir:
1. L'engany del cavall de Troia, que va provocar la caiguda de la ciutat: però a part i gràcies a això, des de Troia va escapar Enees, noble progenitor ("noble llavor") dels romans.

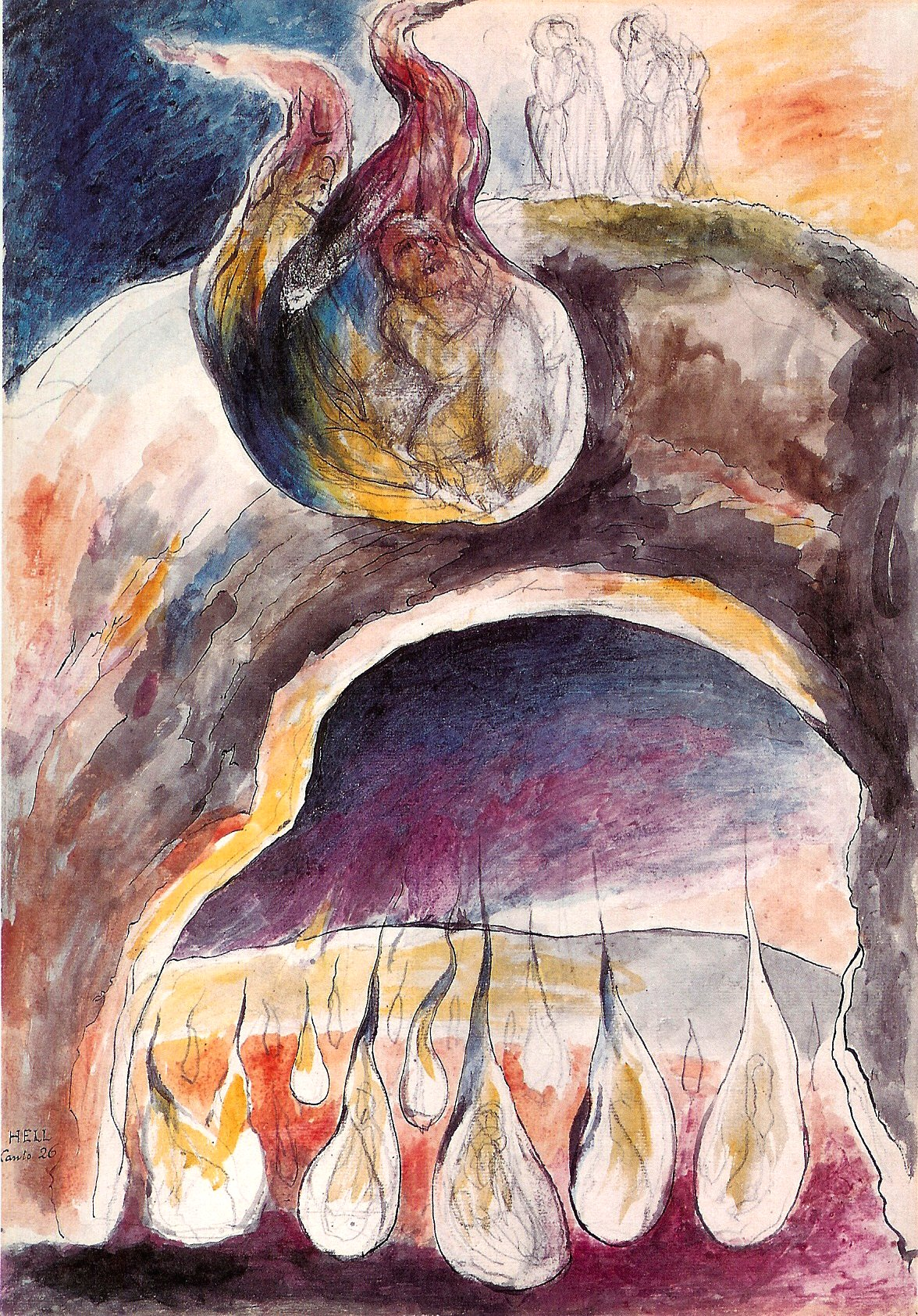
William Blake (1757-1827) La flama bicorne interrogada per Virgili

2. La trista història de Deidamia o el desemmascarament d'Aquil·les (explicat en l'Aquil·leida de Estaci): disfressat de dona per la seva mare Tetis i enviat a la cort de Lycomedes perquè no hagués de participar en la Guerra de Troia. el rei assigna l'inusitada noia al sèquit de la seva filla Deidamia; però una bella nit, superat per la fúria de l'amor, Aquil·les proclama el seu sexe a la princesa posseint-la. La passió es desencadena de forma furtiva. Aquil·les fou descobert per Ulisses i Diomedes que, disfressats de comerciants, van usar l'astúcia per mostrar-li espases entre seda i robes, i així el van descobrir d'entre les altres dones i el forçaren a anar a la guerra, abandonant la seva amant Deidamia, que va morir de dolor i encara morta es dol de l'amant infidel.
3. El robatori del Pal·ladio: imatge de Pal·las - Minerva que protegia Troia i en garantia la inexpugnabilitat.
Dante té moltes ganes de parlar amb els dos, probablement perquè a tota l'edat mitjana hi havia un gran misteri sobre quin havia estat el final d'Ulisses (Dante no coneixia l'Odissea perquè no savia llegir el grec, fins i tot si havia llegit alguns resums manllevats d'autors llatins); arriba a l'extrem de pregar a Virgili fins a cinc vegades en dos tercets que li permeti parlar amb ells:
«"si des de dins d'aquestes flames poden
parlar", vaig dir-li, "mestre, jo et demane
i redemane, i més de mil vegades,
que esperem un moment - i no m'ho negues-
que arribe ací aquella flama cornuda;
mira que ja, de tant desig, m'hi incline "»
(vv. 64-69)
Virgili li promet d'acomplir la seva demanda sempre que es mantingui callat: parlarà ell perquè aquells són grecs i força superbs de les paraules de Dante ("del tuo detto"). Sobre el perquè és necessari que parli Virgilli s'han fet diferents hipòtesis: la més senzilla, és que ells dos parlen grec i Dante no coneix aquesta llengua, a diferència de Virgilli, però aquesta raó no s'aguanta perquè si haguessin parlat en grec, Dante no hauria entés res i no podria escriure el contingut del discurs, a més en el pròxim cant Guiu de Montefeltro dirà que ha sentit parlar a Virgili en dialecte llombard;
L'altra hipòtesi és que, ja que era creença comuna en l'edat mitjana, que els grecs eren un poble superb, aquests haurien refusat parlar amb una persona que no reunís grans mèrits, de fet, la invocació que fa Virgili a continuació versarà sobre les seves obres, motiu d'orgull, expressat en el més elevat llenguatge possible. En aquest episodi, en qualsevol cas Dante reprodueix la seva situació respecte als grecs i a la seva literatura en particular: al no conèixer-se la seva llengua en Itàlia (amb poquíssimes excepcions potser a Calabria) ells "parlaven" només a través dels autors llatins que havien traduït o sintetitzat o citat obres seves.
Virgili per tant espera que la doble flama s'acosti al pont i es dirigeix a ella amb solemnitat i grandiloqüència, col·locant el tema principal, que ha llegit en el pensament de Dante: saber la fí d'Ulisses, un misteri sobre el qual els autors antics van guardar silenci:
«Vosaltres, que sou dos dins un sol foc,
si em vau trobar mèrit quan era viu,
si em vau trobar mèrit, molt o poc,
quan, al món vaig escriure els meus alts versos,
no us mogueu; i que un de vosaltres diga
on se'n va anar a perdre's i morir»
(vv. 79-84)
Tingueu en compte l'anàfora cortesana del primer tercet i la captació de la benevolència (captatio benevolentiae) als que l'escolten.
De fet, Dante no coneixia l'Odissea i fins i tot ignorava els resums medievals tot i que eren molt coneguts a la seva època. De la fi d'Ulisses, sobre la qual callen Virgili, Horaci, Sèneca i Ciceró s'havien fet nombroses especulacions des del temps de Servi, més vives que mai en l'edat mitjana, a les quals Dante va ajuntar la seva versió basada en determinats indicis, però a més summament original.

## Narració del darrer viatge d'Ulisses - vv. 85-142
La més gran de les dues flames: "comença a vacil·lar, […] com un foc quan és envestit pel vent; i després, agitant l'extrem més alt com si fos una llengua que parlava", començaren a sortir-ne paraules.
Ulisses no es presenta, i comença a parlar dels últims anys de la seva vida, des de l'adéu a la maga Circe: en aquest punt Dante reprèn paraula per paraula la lliçó d'Ovidi quan, en les Metamorfosis, Macareu, un dels companys d'Ulisses, conta a Enees com va abandonar el seu capità que es feia a la mar per enèsim cop.
Després d'un any a Gaeta (abans que Enées li donés aquest nom): "ni la dolçor del fill, ni la pietat / pel meu vell pare, ni l'amor degut, / que hauria fet Penèlope contenta," (vv. 94-96), pogueren aturar Ulisses de la seva set de coneixements, de la passió per conèixer les virtuts i els vicis humans. Partí, doncs, a mar obert, en lloc de tornar cap a casa, amb un vaixell i aquella petita companyia de sempre. Navegà al llarg dels litorals europeus (fins a l'Espanya) i africans (fins al Marroc) del Mediterrani Occidental, compreses les illes de Sardenya i altres. Ell i els seus companys eren ja vells quan van arribar a aquell "pas estret" on Hèrcules posà el senyal del límit que no s'havia de superar, l'estret de Gibraltar. Ulisses va passar Sevilla a la dreta i Ceuta a l'esquerra i va arribar davant de l'estret; llavors per convèncer els seus de l'aventura que no s'havia fet mai i que volien iniciar va pronunciar el famós "petit discurs":
(Paràfrasi)"Oh germans, que per cent mil perills heu arribat a aquest petit últim llindar (les famoses columnes d'Hèrcules) a l'Occident; no negueu als vostres sentits el que queda per veure, darrere de l'horitzó, en el món deshabitat; considereu el vostre origen: no vau néixer per viure com les bèsties, sinó per practicar la virtut i adquirir coneixement."

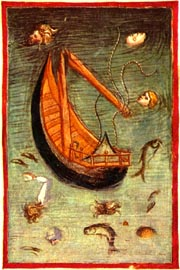
Anònim florentí (1390-1400): El naufragi de la nau d'Ulisses al cant vint- i sisè de l'infern.

Els cèlebres tercets, són un cim de la retòrica: s'obre amb una captatio benevolentiae (la invocació abarca el record de les experiències comunes) i creix d'intensitat gradualment, primer utilitzant el "vosaltres" i després el "nosaltres" (de fet abans del discurs Ulisses utilitzava el pronom "jo" i després només utilitzarà "nosaltres"), incitant a l'aventura fins a culminar al final tocant un dels sentiments més profunds de l'ànima humana com l'orgull per la superioritat de l'home sobre altres éssers vivents.
Els companys llavors van agafar tal desig de partir que difícilment els hagués pogut retenir: van girar la popa cap a l'est i "dels rems van fer ales per a un vol boig", sempre avançant cap a l'esquerra cap al sud oest. Després de cinc mesos ja havien canviat les estrelles al cel (perquè eren ja a l'altre hemisferi) o, cosa equivalent, havien passat cinc novilunis i altres tants plenilunis, quan va sorgir una muntanya borrosa per la llunyania ("bruna") i altíssima (la muntanya del Purgatori).
Tots es van alegrar, però aviat: "la joia es tornà plor", perquè, des d'aquella terra, "nasqué un gran vent" que colpeja la barca a la proa; tres voltes van girar amb les aigües a prop i a la quarta la popa es va alçar, la proa baixà, com plagué a algú altre (a Déu), i després el mar es va tancar sobre d'ells (com si es fes una al·lusió a la sepultura, a la tomba), amb un verb que metafòricament "tanca" també el cant.
«[…] fins que damunt nostre es tancà el mar» (v.142)
Dante ens fa entendre a través de les paraules d'Ulisses la importància del coneixement que no té ni edat ni límits: de fet, els afectes més grans no aconsegueixen vèncer en l'ànim d'Ulisses el desig de coneixement. El cèlebre tercet: "Recordeu la llavor d'on heu eixit / no vau ser fets per viure com les bèsties, / sinó adquirint virtut i coneixença" (vv.118-120), és la síntesi de la personalitat de Dante, que considerava la saviesa el pressupòsit bàsic per a l'avaluació d'una persona. L'afany de recerca empeny Ulisses fins al límit extrem, que en la tradició antiga constituïa la peculiaritat positiva de l'heroi homèric, en Dante esdevé el pecat que condemna l'heroi per haver menyspreat els límits imposats a la natura humana. Per l'Ulisses clàssic Dante es va inspirar en Virgili, Ovidi, Sèneca, Ciceró (Sobre el bé suprem i el mal suprem, V, XVIII, v. 49) i sobretot d'Horaci (Epístoles, I, 2, 17-26).
La història mostra per tant la debilitat de l'enginy humà, abandonat a la seva única força, desproveït de l'orientació teològica de la gràcia. El viatge "boig" d'Ulisses es contraposa al viatge "sagrat" de Dante. Al model humà i immanent del "viatge" horitzontal d'Ulisses, s'oposa al model sobrehumà i transcendent del viatge "vertical" de Dante; el primer (de tradició clàssica i "cientifica" o exploradora) tendeix a l'ampliació il·limitada dels límits del coneixement, el segon (de tradició judeocristiana i teològica) tendeix a captar el significat universal i espiritual de la vida.

## Ulisses dantesc i Ulisses homèric
Dos aspectes caracteritzen l'Ulisses dantesc. El primer és l'astúcia que li ha fet merèixer la condemna a la fossa dels fraudulents; l'altre és el valor posat al servei del coneixement: l'error, per Dante, és recórrer aquest camí sense la guia divina, la qual cosa comporta una alegria de curta durada ("La nostra joia aviat es torna plor" v. 136). L'Ulisses de Dante no és l'heroi homèric del retorn a la pàtria i a la família: la seva història comença quan venç les arts seductores de la maga Circe fins al "vol boig" passades les columnes d'Hèrcules. No ignora els afectes familiars, però aquests no el desvien de la seva necessitat de coneixement. En Dante, Ulisses anomena als seus companys "germans" i els incita a preguntar-se sobre el sentit de la vida, a no privar-se en la darrera part de la seva existència de la possibilitat de continuar coneixent, mentre que l'Ulisses d'Homer es preocupava dels companys i tenia en el seu confrontament una relació més protectora: volia preservar-los dels perills i per això els va explicar com defensar-se del cant encantador de les sirenes.

## Punts Notables del Cant
Dante, encara que conegués Homer (nomenat diverses vegades en la Divina Comèdia, i que col·loca als Llimbs, com es llegeix en el cant IV), no podia haver llegit l'Odissea en grec, però estava al corrent de la història d'Ulisses per diverses fonts llatines que ja hem citat i on es mostra Ulisses com un home dominat per l'ànsia de coneixement.
A partir d'aquestes idees, i de la narrativa d'Ovidi, Dante inventa quasi completament la història del darrer viatge d'Ulisses, motivat per l'amor pel coneixement, amor que Dante compartia i segurament no desaprovava, com es pot deduir a partir de la primera frase del Convivio: "Tots els homes per naturalesa desitgen saber" (Aristòtil). D'això se'n deriva la gran participació emotiva en la confrontació amb el condemnat, expressada més cops en el cant i especialment als versos 19-20: "Llavors em va doldre, i encara em dol / quan torne amb la memòria al que vaig veure", commoció tanmateix enfortida per una crida a la virtud: "i frene el meu enginy més del que solc: / si la virtut no el guia, que no correga;" (vv.21-22).
En aquest punt es pot configurar un paral·lelisme entre Dante i Ulisses: ambdós viatjaven empesos per l'anhel de coneixement, ambdós es van perdre (v. 3 del Primer Cant de l'Infern:«perquè havia deixat la recta via»; i en els vv. 83-84 de l'actual cant: «i que un de vosaltres diga / on se'n va anar a perdre's i a morir.»). Però si Dante troba el camí i accedeix a un coneixement superior, guiat per la voluntat divina, Ulisses no coneix aquesta gràcia i resta confinat dins l'esfera purament terrena, sensible, del saber: «dels sentits» (vv.114-115) i sobretot: «l'ardor / que tenia de fer-me expert del món / i dels valors i vicis dels humans;» (vv.97-99): no hi ha en ell cap tensió ética, moral, que retorni el coneixement cap a una fi justa (al contrari, la coneixença es manté com un fi en si mateix), i el seu desig esdevé per això negatiu, encara pitjor perquè ell implica en aquest mal als seus companys. I és així que supera les columnes d'Hèrcules posades: «perquè els homes no vagen més enllà», infringeix la prohibició divina i és castigat per Déu. Notable en aquest cant és l'estil, que s'eleva per representar un personatge magnànim com el d'Ulisses (particularment ric és l'apòstrof de Virgili, però també tota la narració posterior, que arriba a un to èpic en la narració del viatge i es fa oració ["petit discurs"] en les famossísimes paraules adreçades per Ulisses als companys). Tampoc hem de deixar de banda les múltiples senyals que Dante dissemina en el text, com la comparació amb el profeta Elies, que puja al cel en un carro de foc (mentre Ulisses s'enfonsa), l'expressió bíblica del v. 136 «aviat es tornà plor» (amb al·literació: "tosto tornò..."), i les moltes referències negatives com la mà "esquerra" (v. 126), la "lluna" (v. 131), símbols negatius per la cultura clàssica.
El crític Natalino Sapegno va escriure en el seu comentari a aquest cant: "El viatge d'Ulisses més enllà de les Columnes d'Hèrcules, és un "boig vol" perquè intenta, encara sense saber-ho, una empresa per acomplir la qual es necessitava l'ajut, que a ell li estava vetat de la Gràcia [...]. No és certament un cas que la commemoració d'aquesta derrota de la raó humana abandonada a les seves úniques forces estigui col·locada aquí a breu distància, i quasi a manera d'exemplificació, de l'afirmació de la necessitat de frenar l'enginy i contenir-lo en els límits d'una norma religiosa (cfr. vv. 21-22)".
Segons Sermonti, Dante, dubtant com a pelegrí penitent cap a la flama que amaga l'ànima condemnada d'Ulisses, després deixant la funció de poeta sent només el testimoni del seu relat; documenta els senyals d'una tremenda fascinació intel·lectual, d'una identificació a penes retratada amb el vell heroi.

## Recitat del Cant Vint-i-sisè a la xarxa
- Vittorio Gassman
- Roberto Benigni
- Lectura i comentari de Vittorio Sermonti
- Paràfrasi i imatges animades